# Aérodrome de North Weald
L'aérodrome de North Weald ((en) : North Weald Airfield) - (code IATA : N/A • code OACI : EGSX),  est un aéroport situé à North Weald Bassett dans le comté d'Essex à Londres, Royaume-Uni. Il était une base importante pour la chasse de la Royal Air Force pendant la Bataille d'Angleterre, sous le nom de RAF North Weald. Il abrite aujourd'hui le North Weald Airfield Museum.

## Situation
| Heathrow Gatwick Stansted Luton City Southend Blackbushe Denham Elstree Fairoaks Farnborough Lydd North Weald Redhill Rochester Stapleford White Waltham Wycombe RAF Northolt Damyns Hall Biggin Hill Oxford Héliport |

L'aérodrome est situé à proximité des villages de Coopersale et de Bovinger.